# 凱斯·辛普森
凱斯·辛普森（英語：Keith Simpson，1949年3月29日—）是一位英國政治人物，他的黨籍是保守黨。自2010年開始，他擔任布羅德蘭選區選出的英國下議院議員。他出生在諾維奇。